# Saint-Jean-d'Illac
Saint-Jean-d'Illac è un comune francese di 6 951 abitanti situato nel dipartimento della Gironda nella regione della Nuova Aquitania.

## Società

### Evoluzione demografica
Abitanti censiti